# Wydział Fizyki i Astronomii Uniwersytetu im. Adama Mickiewicza w Poznaniu
Wydział Fizyki i Astronomii Uniwersytetu im. Adama Mickiewicza w Poznaniu (WF UAM) – jeden z 21 wydziałów Uniwersytetu im. Adama Mickiewicza w Poznaniu. Studenci mają do wyboru studia stacjonarne oraz niestacjonarne na czterech kierunkach, które zalicza się do nauk fizycznych. Wydział mieści się w budynku Collegium Physicum przy ul. Uniwersytetu Poznańskiego 2 (kampus Morasko).

## Dydaktyka i badania
Wydział prowadzi studia I i II stopnia na kierunkach:
Studia I stopnia
1. Akustyka, spec. Protetyka słuchu
2. Astronomia
3. Biofizyka, spec. biofizyka molekularna i optyka okularowa
4. Fizyka
5. Fizyka medyczna
6. Reżyseria dźwięku
7. Technologie komputerowe

Studia II stopnia
1. Akustyka
2. Astronomia
3. Biofizyka
4. Fizyka
5. Fizyka medyczna
6. Optometria
7. Aplikacje Internetu rzeczy

Od 1 października 2009 r. Wydział prowadzi studia II stopnia na kierunku techniczne zastosowania internetu (wspólnie z Wydziałem Informatyki i Gospodarki Elektronicznej Uniwersytetu Ekonomicznego w Poznaniu oraz Wydziałem Elektroniki i Telekomunikacji Politechniki Poznańskiej. Od semestru letniego w roku akademickim 2015/2016 r. został zastąpiony kierunkiem Aplikacje internetu rzeczy AIR (wspólnie z Wydziałem Informatyki i Gospodarki Elektronicznej Uniwersytetu Ekonomicznego w Poznaniu).
Cztery kierunki studiów: biofizyka, fizyka, optometria oraz reżyseria dźwięku uzyskały ocenę wyróżniającą Polskiej Komisji Akredytacyjnej (PKA).
Wydział posiada uprawnienia do nadawania stopnia naukowego doktora  w trzech dyscyplinach naukowych: astronomia, biofizyka oraz fizyka i w tych dyscyplinach prowadzi studia doktoranckie. Wydział posiada ponadto uprawnienia do nadawania stopnia naukowego doktora habilitowanego w dziedzinie nauk fizycznych.
Wydział posiada mieszaną strukturę organizacyjną, w skład której wchodzą dwa instytuty: Instytut Akustyki i Instytut Obserwatorium Astronomiczne oraz 18 zakładów naukowych ogólnowydziałowych.
W ramach Wydziału prowadzone są także studia podyplomowe fizyka z astronomią. Jednostką Wydziału jest poznańskie Obserwatorium Astronomiczne.
W roku akademickim 2010/2011 na wydziale kształciło się 956 studentów, co plasowało Wydział Fizyki na 14. pozycji wśród wydziałów UAM.

## Poczet dziekanów
Dziekanami wydziału byli kolejno:
1. prof. dr hab. Wojciech Nawrocik (1993–1999)
2. prof. dr hab. Andrzej Dobek (1999–2005)
3. prof. dr hab. Ryszard Naskręcki (2005–2012)
4. prof. dr hab. Antoni Wójcik (2012–2019)
5. prof. dr hab. Maciej Krawczyk (2019–2020)
6. dr hab. Roman Gołębiewski (2020–2024)
7. prof. dr hab. Ireneusz Weymann (od 2024)

## Władze wydziału
W kadencji 2024–2028:
| Stanowisko                               | Imię i nazwisko                 |
| ---------------------------------------- | ------------------------------- |
| Dziekan                                  | prof. dr hab. Ireneusz Weymann  |
| Prodziekan ds. studenckich i kształcenia | dr hab. Aneta Woźniak-Braszak   |
| Prodziekan ds. naukowych                 | dr hab. Bartłomiej Graczykowski |
| Prodziekan ds. organizacyjno-finansowych | dr hab. Przemysław Bartczak     |

## Struktura organizacyjna

### Instytut Fizyki
Dyrektor: prof. dr hab. Marcin Ziółek

#### Zakład Biofizyki Molekularnej
Samodzielni pracownicy naukowi:
- dr hab. Jacek Gapiński – kierownik Zakładu
- prof. dr hab. Andrzej Dobek
- prof. dr hab. Tomasz Goslar
- prof. dr hab. Adam Patkowski
- dr hab. Krzysztof Gibasiewicz
- dr hab. Bartłomiej Graczykowski
- dr hab. Mikołaj Pochylski
- dr hab. Genowefa Ślósarek

#### Zakład Elektroniki Kwantowej
Samodzielni pracownicy naukowi:
- dr hab. Jacek Kubicki – kierownik Zakładu
- prof. dr hab. Gotard Burdziński
- prof. dr hab. Andrzej Grudka
- prof. dr hab. Ryszard Naskręcki
- prof. dr hab. Ryszard Parzyński
- prof. dr hab. Antoni Wójcik
- prof. dr hab. Marcin Ziółek
- dr hab. Krzysztof Dobek
- dr hab. Paweł Kurzyński

#### Zakład Fizyki Doświadczalnej Fazy Skondensowanej
Samodzielni pracownicy naukowi:
- dr hab. Mateusz Kempiński – kierownik Zakładu
- prof. dr hab. Marceli Koralewski
- prof. dr hab. Julian Malicki
- prof. dr hab. Marek Szafrański
- prof. dr hab. Małgorzata Śliwińska-Bartkowiak
- prof. dr hab. Jan Wąsicki
- dr hab. Paweł Bilski
- dr hab. Aleksandra Pajzderska
- dr hab. Maciej Wiesner

#### Zakład Fizyki Biomedycznej
Samodzielni pracownicy naukowi:
- prof. dr hab. Maciej Kozak – kierownik Zakładu
- prof. dr hab.  Tomasz Piotrowski
- dr hab. Ewa Banachowicz
- dr hab. Zbigniew Fojud

#### Zakład Fizyki Matematycznej i Modelowania Komputerowego
Samodzielni pracownicy naukowi:
- prof. dr hab. Adam Lipowski – kierownik Zakładu
- prof. dr hab. Maciej Błaszak
- dr hab. Oskar Baksalary
- dr hab. Andrzej Pawlak
- dr hab. Błażej Szablikowski

#### Zakład Fizyki Materiałów Funkcjonalnych
Samodzielni pracownicy naukowi:
- dr hab. Aneta Woźniak-Braszak – kierownik Zakładu
- prof. dr hab. Michał Banaszak
- prof. dr hab. Grzegorz Kamieniarz
- dr hab. Krzysztof Cichy
- dr hab. Bernadeta Dobosz
- dr hab. Wojciech Florek
- dr hab. Jarosław Sylwester Kłos
- dr hab. Grzegorz Musiał
- dr hab. Piotr Tomczak

### Instytut Obserwatorium Astronomiczne
Samodzielni pracownicy naukowi:
- dr hab. Agnieszka Kryszczyńska – dyrektor
- prof. dr hab. Sławomir Breiter
- prof. dr hab. Tadeusz Jopek
- prof. dr hab.	Jean Surdej(inne języki)
- prof. dr hab. Edwin Wnuk
- dr hab. Przemysław Bartczak
- dr hab. Wojciech Dimitrow
- dr hab. Piotr Dybczyński
- dr hab. Tomasz Kwiatkowski
- dr hab. Anna Marciniak
- dr hab. Michał Michałowski

### Instytut Spintroniki i Informacji Kwantowej
Dyrektor: dr hab. Jarosław W. Kłos

#### Zakład Fizyki Mezoskopowej
Samodzielni pracownicy naukowi:
- prof. dr hab. Józef Barnaś – kierownik Zakładu
- prof. dr hab. Ireneusz Weymann
- dr hab. Anna Dyrdał
- dr hab. Piotr Kozłowski
- dr hab. Wojciech Rudziński

#### Zakład Fizyki Nanostruktur
Samodzielni pracownicy naukowi:
- dr hab. Jarosław W. Kłos – kierownik Zakładu
- prof. dr hab. Maciej Krawczyk
- prof. dr hab. Bogusław Mróz
- prof. dr hab. Zbigniew Tylczyński
- dr hab. Sławomir Mamica
- dr hab. Sławomir Mielcarek
- dr hab. Aleksandra Trzaskowska

#### Zakład Optyki Nieliniowej
Samodzielni pracownicy naukowi:
- dr hab. Krzysztof Grygiel – kierownik Zakładu
- prof. dr hab. Adam Miranowicz
- dr hab. Karol Bartkiewicz
- dr hab. Waldemar Głaz
- dr hab. Anna Kowalewska-Kudłaszyk
- prof. dr hab. Tadeusz Bancewicz (profesor emerytowany)
- prof. dr hab. Ryszard Tanaś (profesor emerytowany)

### Katedra Akustyki
Samodzielni pracownicy naukowi:
- dr hab. Andrzej Wicher – p.o. kierownika Katedry
- prof. dr hab. Rufin Makarewicz
- prof. dr hab. Anna Preis
- prof. dr hab. Aleksander Sęk
- prof. dr hab. inż. Andrzej Skumiel
- dr hab. Roman Gołębiewski
- dr hab. Tomasz Hornowski
- dr hab. Arkadiusz Józefczak
- dr hab. Jędrzej Kociński
- dr hab. Ewa Skrodzka